# 八幡市 (福岡県)
八幡市（やはたし）は、かつて福岡県の北東部に存在した市。鉄鋼業を軸に、北九州工業地帯における重工業の中心地として栄えた。1963年2月10日に門司市・小倉市・若松市・戸畑市と合併して北九州市が発足し、消滅した。旧市域は同年4月1日に八幡区として北九州市の行政区となった。
北九州市の合併五市（以下：旧五市）のうち唯一市域が筑前国（遠賀郡・鞍手郡）と豊前国（企救郡）にまたがっていた。八幡区は1974年4月1日に八幡東区と八幡西区へ分割され、八幡東区がもと遠賀郡と企救郡、八幡西区がもと遠賀郡と鞍手郡にそれぞれまたがっている。
なお、京都府八幡市（やわたし）は本市廃止から約14年9ヶ月後の1977年11月1日に発足した市であり、本市と併存した時期はない。

## 歴史
旧五市のうち本市は最も人口の多い市だったが、当初の市域である遠賀郡八幡村は旧五市の核となる自治体のうち町制施行が最も遅く（1900年）、西隣の遠賀郡黒崎村のほうが町制施行が早い（1897年）ほどだった。しかし、1901年に日本初の近代製鉄所である官営八幡製鐵所の建設地に選定され、以後はこの八幡製鐵所を軸に工業都市として急速に発展し、「鉄の町」と呼ばれるようになる。1917年に市制を施行して八幡市となった（旧五市中4番目）。
太平洋戦争中の1944年6月16日の八幡空襲では、アメリカ陸軍航空軍がB-29を初めて日本本土空襲に投入した。空襲は同年8月20日の空襲以降1年近くなかったが、終戦直前の1945年8月8日の八幡大空襲で大きな被害を受けた。翌8月9日にはアメリカ陸軍航空軍が隣接する小倉市への原子爆弾投下を予定していたが、八幡大空襲で発生した煙が流れ込むなどして小倉市上空が視界不良だったため長崎市への原子爆弾投下に変更したとされる。
製鉄所は戦後も稼働し続け、1949年（昭和24年）に昭和天皇の戦後巡幸が行われた際には、視察先の一つとなった。

### 行政区域の変遷
- 1889年（明治22年）4月1日 - 町村制施行により、遠賀郡尾倉村（111戸）大蔵村（145戸）枝光村（109戸）が合併して八幡村が発足。尾倉村の豊山八幡神社、大蔵村の乳山八幡神社、枝光村の枝光八幡宮と、3村とも八幡神を産土神としていたことから命名された[2]。
- 1900年（明治33年）2月10日 - 遠賀郡八幡村が町制を施行して、八幡町となる。
- 1917年（大正6年）3月1日 - 遠賀郡八幡町が市制を施行して、八幡市となる。
- 1922年（大正11年） - 一般公募により、八つの日の丸の旗を組み合わせた市章を制定する（8旗=やはた）。
- 1925年（大正14年）4月28日 - 企救郡板櫃町大字槻田・小熊野の各一部を分割して編入する。板櫃町の残余は小倉市に編入する。
- 1926年（大正15年）11月2日 - 遠賀郡黒崎町を編入する。
- 1937年（昭和12年）5月5日 - 遠賀郡上津役村を編入する。
- 1944年（昭和19年）12月8日 - 遠賀郡折尾町を編入する。
- 1954年（昭和29年） - 小倉市田代（旧企救郡西谷村域）の一部を編入する。
- 1955年（昭和30年）4月1日 - 遠賀郡香月町および鞍手郡木屋瀬町を編入する。
- 1958年（昭和33年）11月1日 - 一部を直方市に分離と編入がされる。
- 1963年（昭和38年）
  - 2月10日 - 門司市・小倉市・若松市・戸畑市と新設合併し、北九州市が発足。同日八幡市廃止。
  - 4月1日 - 北九州市の政令指定都市移行により、旧市域が八幡区となる。
- 1974年（昭和49年）4月1日 - 八幡区が八幡東区と八幡西区に分割される。

### 人口の変遷
- 1920年 - 100,235人（九州：3位、福岡県：1位、旧五市：1位）
- 1925年 - 118,376人（九州：5位、福岡県：2位、旧五市：1位）
- 1930年 - 168,217人（九州：3位、福岡県：2位、旧五市：1位）
- 1935年 - 208,629人（九州：3位、福岡県：2位、旧五市：1位）
- 1940年 - 261,309人（九州：2位、福岡県：2位、旧五市：1位）
- 1945年 - 151,378人（九州：3位、福岡県：2位、旧五市：1位）
- 1947年 - 167,829人（九州：7位、福岡県：3位、旧五市：2位）
- 1950年 - 210,051人（九州：5位、福岡県：2位、旧五市：1位）
- 1955年 - 286,241人（九州：4位、福岡県：2位、旧五市：1位）
- 1960年 - 332,163人（九州：4位、福岡県：2位、旧五市：1位）

## 行政

### 歴代市長
| 代   | 氏名     | 就任日                     | 退任日                     | 備考         |
| 官選 | 官選     | 官選                       | 官選                       | 官選         |
| ---- | -------- | -------------------------- | -------------------------- | ------------ |
| -    | 末弘直方 | 1917年（大正6年）3月1日    | 1917年（大正6年）7月18日   | 臨時市長代理 |
| 1    | 末弘直方 | 1917年（大正6年）7月19日   | 1918年（大正7年）9月5日    |              |
| 2    | 堀口助治 | 1918年（大正7年）11月18日  | 1921年（大正10年）12月12日 |              |
| 3    | 永井環   | 1922年（大正11年）1月25日  | 1926年（大正15年）1月24日  |              |
| 4    | 新開渧観 | 1926年（大正15年）3月17日  | 1927年（昭和2年）5月10日   |              |
| 5    | 二木千年 | 1927年（昭和2年）7月11日   | 1928年（昭和3年）1月19日   |              |
| 6    | 図師兼弐 | 1928年（昭和3年）6月21日   | 1932年（昭和7年）6月20日   |              |
| 7    | 図師兼弐 | 1932年（昭和7年）6月21日   | 1936年（昭和11年）6月20日  |              |
| 8    | 図師兼弐 | 1936年（昭和11年）6月21日  | 1940年（昭和15年）6月20日  |              |
| 9    | 図師兼弐 | 1940年（昭和15年）7月10日  | 1942年（昭和17年）4月9日   |              |
| 10   | 内田隆   | 1942年（昭和17年）11月22日 | 1946年（昭和21年）11月21日 |              |
| 公選 |          |                            |                            |              |
| 11   | 守田道隆 | 1947年（昭和22年）4月5日   | 1951年（昭和26年）4月4日   |              |
| 12   | 守田道隆 | 1951年（昭和26年）4月23日  | 1955年（昭和30年）4月9日   |              |
| 13   | 守田道隆 | 1955年（昭和30年）4月30日  | 1959年（昭和34年）4月29日  |              |
| 14   | 大坪純   | 1959年（昭和34年）4月30日  | 1963年（昭和38年）2月9日   |              |

### 国の機関
※1962年頃。
- 法務省
  - 福岡法務局八幡出張所、折尾出張所、黒崎出張所
  - 折尾区検察庁
- 大蔵省
  - 八幡税務署
  - 門司税関若松税関支署八幡出張所
- 農林省
  - 福岡食糧事務所折尾支所
  - 福岡統計調査事務所折尾出張所
  - 直方営林署八幡担当事務所、香月担当事務所
- 郵政省
  - 八幡郵便局
  - 黒崎郵便局
  - 折尾郵便局
- 建設省
  - 北九州国道工事事務所八幡出張所
- 裁判所
  - 折尾簡易裁判所

## 主な医療機関
- 八幡市立病院[5]
- 済生会八幡病院[6]
- 九州厚生年金病院[6]

## 産業
上で述べたように、官営八幡製鉄所およびその後身の日本製鐵八幡製鐵所に代表される重工業を主幹産業とした。戦後（1950年以降）はこの日本製鐵が解体され発足した八幡製鐵と黒崎窯業（現・黒崎播磨）、安川電機などが市内の最有力企業として地域経済を牽引した。なお八幡製鐵が合併により新日本製鐵となったのは北九州市発足後の1970年である。
(新日本製鐵(株)と住友金属工業(株)は2012年10月に統合し新日鉄住金(株)となり、さらに2019年4月には日本製鉄(株)に商号変更されている。)
戦前から1950年代にかけ、八幡市の中心地は中央町（当時は中央区という呼び方もされた）で、八幡製鐵所の東門があり、西鉄北九州線の枝光線との分岐点にもなっていたことから非常に栄えた。また八幡市に編入された黒崎（旧黒崎町）・折尾（旧折尾町）地区では商業が発達した。特に黒崎は1970年代初頭より一大商業地となり、北九州市の副都心と位置づけられた。

## スポーツチーム
- 新日本製鐵八幡硬式野球部（旧：八幡製鐵硬式野球部） - 八幡製鐵所を拠点に活動していた社会人野球の企業チーム。2003年に解散。

## 出身有名人
※北九州市発足以前に出生した出身者。
- 大野徹也 （オペラ歌手・テノール）
- 大内義昭 （ミュージシャン）
- 大潮憲司（元大相撲力士、元式秀親方）
- 川原和久 （俳優）
- 小林千登勢（女優）
- 杉崎光世（法学者・九州国際大学名誉教授）
- 多岐川恭（小説家）
- 竹葉山真邦（元大相撲力士、元宮城野親方）
- 萩尾みどり（女優）
- 藤原洋（起業家・科学者、ブロードバンドタワー代表取締役CEO、インターネット総合研究所代表取締役、株式会社ナノオプトニクス・エナジー取締役会長ファウンダー、株式会社ナノオプト・メディア代表取締役社長）
- 本間勇輔 （作曲家・歌手）
- 舛添要一（国際政治学者・元東京都知事）
- 松永浩美（元プロ野球選手）
- 松永怜一（JOC強化本部長・野球殿堂特別表彰者）
- 光石研（俳優）
- 村田喜代子（小説家）